# Blüthenstaub
Blüthenstaub ist der Titel eines philosophischen Werks von Novalis. Es erschien erstmals 1798 in der frühromantischen Zeitschrift Athenäum von Friedrich Schlegel und August Wilhelm Schlegel.

## Stil und Struktur
Das Werk besteht aus 114 Aphorismen und Kurz-Essays, die in der Romantik üblicherweise als Fragmente bezeichnet wurden. Vier Fragmente können Friedrich Schlegel zugeordnet werden. Der Umfang der einzelnen Fragmente reicht von einem Satz bis zu Ausführungen über mehrere Seiten. Der Stil der Fragmente variiert stark, von lakonisch pointierten Aphorismen über theoretische Ausführungen bis hin zu poetischen, schwärmerischen und mystisch anmutenden Passagen.

## Inhalt
Das Werk gehört zu den wichtigsten nicht fiktionalen philosophischen Quellen der Romantik. Es widmet sich im Gegensatz zu anderen Fragment-Sammlungen von Novalis fast ausschließlich geisteswissenschaftlichen Themen, wie etwa Poesie, Kunsttheorie, Sprache, Erkenntnistheorie, Wissenschaftstheorie, Religion und Metaphysik.

### Magischer Idealismus
Das 16. Fragment ist ein wichtiges Zeugnis für den Magischen Idealismus, eine von Novalis entwickelte frühromantische Sonderform des von Fichte und Schelling vertretenen Idealismus.
„Die Phantasie setzt die künftige Welt entweder in die Höhe, oder in die Tiefe, oder in der Metempsychose zu uns. Wir träumen von Reisen durch das Weltall: ist denn das Weltall nicht in uns? Die Tiefen unseres Geistes kennen wir nicht. — Nach Innen geht der geheimnisvolle Weg. In uns, oder nirgends ist die Ewigkeit mit ihren Welten, die Vergangenheit und Zukunft. Die Außenwelt ist die Schattenwelt, sie wirft ihren Schatten in das Lichtreich. Jetzt scheint es uns freilich innerlich so dunkel, einsam, gestaltlos, aber wie ganz anders wird es uns dünken, wenn diese Verfinsterung vorbei, und der Schattenkörper hinweggerückt ist. Wir werden mehr genießen als je, denn unser Geist hat entbehrt.“
Die Außenwelt wird hier als Hindernis betrachtet, das den Menschen in der Vollendung seiner selbst behindert. Das Hinwegrücken der äußeren Schattenwelt kann sowohl geschichtsphilosophisch als Überwindung einer oberflächlichen Ära als auch metaphysisch als Hinweis auf das Leben nach dem Tod verstanden werden. Beide Aspekte werden auch in den Hymnen an die Nacht ausführlich thematisiert.

### Mittlerreligion
Mittlerreligion ist ein zentraler Begriff der frühromantischen Religionsvorstellung. Im 74. Fragment – einem der längsten – behandelt Novalis den Begriff des Mittlers ausführlich. Es kann, sagt er, keinen unmittelbaren Kontakt mit Gott geben, sondern es bedarf eines Mittlers.
„Nichts ist zur wahren Religion unentbehrlicher als ein Mittelglied, das uns mit der Gottheit verbindet.“
Novalis zufolge muss dieses Mittelglied frei wählbar sein, wobei dieser Mittler ein Gegenstand oder auch nur eine Vorstellung oder ein Gebet sein kann. Typisch für die romantische Religionsauffassung ist der individualistische und antidogmatische Ansatz. Er plädiert für einen Pantheismus, in dem alles „Organ der Gottheit, Mittler sein könne, indem ich es dazu erhebe.“ Dieser Pantheismus lasse sich aber mit dem Monotheismus vereinen, „so daß beide einander, jedoch auf verschiedene Weise, notwendig machen.“ Gott ist in diesem Sinne also Eins und Alles zugleich.